# Шептунова, Марина Игоревна
Мари́на И́горевна Шептуно́ва (род. 1 апреля 1955, Москва) — советская и российская сценаристка. Лауреат Государственной премии СССР (1987).

## Биография
Марина Шептунова окончила сценарный факультет ВГИКа (мастерская Василия Соловьёва и Людмилы Кожиновой, 1976). В кино дебютировала в 1982 году, когда на экраны вышел фильм «Открытое сердце», снятый по её сценарию.
Широкие обобщения мне неинтересны. Интересно как раз исключительное, частное, одинокое, если хотите, узкое — как голос, взгляд, судьба. Обобщение всегда насилие над. Так что местоимением «мы» я пользуюсь в о-очень узком смысле.
Фильмография Шептуновой представлена девятью картинами, восемь из которых получили отечественные и международные награды. Так, фильм «Наблюдатель» (режиссёр Арво Ихо) была удостоена Гран-при на кинофестивале северных стран в Руане (1988). Фильм «Катафалк» (режиссёр Валерий Тодоровский) стал обладателем Гран-при на кинофестивале в Мангейме (1991).
Призами разного достоинства была отмечена картина «Подмосковные вечера» (режиссёр Валерий Тодоровский, 1994), в котором по воле сценаристов Марины Шептуновой и Станислава Говорухина сюжет повести Лескова «Леди Макбет Мценского уезда» был «транспонирован в советский быт».
Драма «Музыка для декабря» (режиссёр Иван Дыховичный) стала участником Каннского кинофестиваля (1995). Наталья Рязанцева, повествуя о сложной работе над сценарием к фильму «Собственная тень», упомянула, что когда ей срочно понадобился соавтор, она пригласила Шептунову. Та «быстро написала <…> обаятельный текст» — картина была запущена в производство.
Один из наиболее заметных фильмов, снятых с участием Марины Шептуновой, — «Игры для детей школьного возраста» (режиссёр Арво Ихо). За эту работу, в которой «светлые, но отнюдь не умиротворяющие настроения перекрывают жестокость увиденного на экране», Шептунова получила приз «За лучший сценарий» на Всесоюзном кинофестивале (1986) и Государственную премию СССР (1987).
«Новейшая энциклопедия отечественного кино», рассказывая о творчестве Шептуновой, характеризует её героинь как «античных женщин в современном мире, восторженно-яростных богинь — Клеопатр, Антигон, Медей». Кинокритик Денис Горелов видит в них «отверженных благотворительниц, спасающих самоубийц, подкидышей и заблудившихся мужчин».

## Фильмография
| Год  |   | Название                            | Примечание                                                       |
| ---- | - | ----------------------------------- | ---------------------------------------------------------------- |
| 1982 | ф | «Открытое сердце»                   | автор сценария                                                   |
| 1985 | ф | «Игры для детей школьного возраста» | автор сценария                                                   |
| 1987 | ф | «Залив счастья»                     | автор сценария                                                   |
| 1988 | ф | «Наблюдатель»                       | автор сценария                                                   |
| 1990 | ф | «Катафалк»                          | автор сценария                                                   |
| 1990 | ф | «Только для сумасшедших»            | автор сценария                                                   |
| 1994 | ф | «Подмосковные вечера»               | автор литературной основы (совместно со Станиславом Говорухиным) |
| 1995 | ф | «Музыка для декабря»                | автор сценария (совместно с Иваном Дыховичным)                   |
| 2000 | ф | «Собственная тень»                  | автор сценария (совместно с Натальей Рязанцевой)                 |

## Награды
- Всесоюзный кинофестиваль (1986) — приз за лучший сценарий («Игры для детей школьного возраста»)
- Государственная премия СССР за 1987 год («Игры для детей школьного возраста»)
- премия ТЭФИ (2006) — победитель в номинации «Сценарист телевизионного документального фильма/сериала» («Паломничество в Вечный город», «Апостол Павел»)